# 마카오 축구 협회
마카오 축구 협회(포르투갈어: Associação de Futebol de Macau, 중국어: 澳門足球總會, 영어: Macau Football Association)는 마카오의 축구 협회이며, 1939년 6월 1일 설립되었다. 1976년 아시아 축구 연맹에，1978년 국제축구연맹과 아시아 축구 연맹에 가입하였다. 동아시아 축구 연맹에는 2002년 가입하였다. 마카오 축구 국가대표팀 및 매년, 리그대회 주관및 관리를 담당하고 있다.
협회 사무실은 마카오 타이파 와이롱마 로드(偉龍馬路) 과기대 I동에 있다.

## 같이 보기
- 아시아축구연맹
- 동아시아 축구 연맹
- 마카오 축구 국가대표팀
- 홍콩 축구 협회
- 중국 축구 협회
- 중화민국 축구 협회